# 劉青雲 (作家)
劉青雲（1894年9月14日—1982年3月9日），小名主燈，為台灣日治及戰後時期的作家。台南望族出身，自中學時代起留學日本，慶應義塾大學畢業，於留學期間改信基督教。著有《羅華改造統一書翰文》、《大學精詳》及《天國奧秘全照射》等書。

## 生平
劉青雲，台南望族出身，為劉瑞山之長男，生母為劉謝就。生長於篤信基督教之家庭中，幼年時期就讀於太平境基督長老教會附屬小學。1907年進入台南長老教會中學。於長榮中學期間，劉青雲成績優異，於1909年三年級下半年「總結考」時，以97分（及第分數70）之高分順利成為四年級生。1910年前往日本求學。1912年喪母。自日本京都同志社中學普通部畢業後，於1915年進入慶應義塾大學就讀。1920年聖誕節，劉青雲在東京靈南坂基督教會，由小崎弘道牧師受洗入教。1921年，取得慶應義塾大學理財學士。留學期間，劉青雲與妹妹劉秀琴的學姊本目貞認識，當時本目貞正就讀於東京基督教所創辦之青山女學院英文科。1922年，兩人於東京靈南坂基督教會結婚。婚後，劉青雲返回台灣協助父親經營家業，經營三多商會，從事實業，後任劉家和源農場管理人20多年。此外亦曾任台南市教育委員、台南市協議會員等公職。1924年，劉青雲建築一幢兩層樓英國式的洋樓，媲美當時的台南州知事官邸。
1925年，劉青雲以白話字依照廈門話語音，編纂並出版了《羅華改造統一書翰文》一書，共513頁，內容為羅馬字與漢字並用之對照文，是一部撰寫漢文書翰文的指南用書。1942年，出版《大學精詳》，以漢文、日文以及白話字精解《大學》，共48頁。在這之後，劉青雲轉而勤讀《聖經》，並於1965年12月聖誕期間發表《耶穌是誰？》一著作。1970年，完成聖書題典《天國奧秘全照射》上冊，隨後於1978年在完成該書之下冊，共計10,179題聖。

## 家庭
- 妻：本目 貞
  - 長女：劉慶理（曾改名邦室慶子）
  - 長子：劉改造
  - 次子：劉革新（曾改姓邦室）
  - 三子：劉逸民（曾改姓邦室）
  - 么子：劉備世（曾改姓邦室）

## 外部連結
- 羅華改造統一書翰文－台語文記憶（页面存档备份，存于）